# Lioptilodes aguilaicus
Lioptilodes aguilaicus är en fjärilsart som beskrevs av Cees Gielis 1991. Lioptilodes aguilaicus ingår i släktet Lioptilodes och familjen fjädermott. Inga underarter finns listade i Catalogue of Life.